# Calamaria prakkei
Calamaria prakkei är en ormart som beskrevs av Lidth De Jeude 1893. Calamaria prakkei ingår i släktet Calamaria och familjen snokar. IUCN kategoriserar arten globalt som akut hotad. Inga underarter finns listade.
Arten förekommer i Singapore och i Malaysias del av Borneo. Honor lägger ägg.